# Ksar Amezrou
Ksar Amezrou (en arabe : قصر أمزرو) est un village fortifié dans la province de Zagora, région de Draa-Tafilalet au sud-est du Maroc .